# Kudatissa
Kudatissa fou un rei de Sri Lanka (50-47 aC) fill de Maha Chula, que va succeir al seu oncle Chora Naga.
Fou enverinat després d'un regnat sense res a destacar de tres anys. La seva reina fou Anula, que es diu que era llicenciosa i va desenvolupar una passió malaltissa per Siva, el cap dels porters de palau. A la mort de Kudatissa la reina Anula va pujar al tron i va associar al poder al seu amant Siva I.